# Хергелія
Хергелія (рум. Herghelia) — село у повіті Муреш в Румунії. Входить до складу комуни Чеуашу-де-Кимпіє.
Село розташоване на відстані 274 км на північний захід від Бухареста, 11 км на північний захід від Тиргу-Муреша, 68 км на схід від Клуж-Напоки, 139 км на північний захід від Брашова.

## Населення
За даними перепису населення 2002 року у селі проживали 349 осіб.
Національний склад населення села:
| Національність | Кількість осіб | Відсоток |
| -------------- | -------------- | -------- |
| румуни         | 299            | 85,7%    |
| угорці         | 50             | 14,3%    |

Рідною мовою назвали:
| Мова      | Кількість осіб | Відсоток |
| --------- | -------------- | -------- |
| румунська | 299            | 85,7%    |
| угорська  | 50             | 14,3%    |